# Es Bòrdes
Es Bòrdes là một đô thị trong tỉnh Lleida, cộng đồng tự trị Cataluña Tây Ban Nha. Đô thị Es Bòrdes có diện tích là 21,55 ki-lô-mét vuông, dân số năm 2009 là 245 người với mật độ 11,37 người/km². Đô thị Es Bòrdes có cự ly km so với tỉnh lỵ Lleida.